# أم هاجر
أم هاجر هي مدينة صغيرة في تشاد، وعاصمة محافظة البطحة الشرقية. تقع على ضفاف نهر البطحة، وتقع على الطريق الرئيسي بين الخرطوم وانجامينا، وتحتوي على مطار صغير.
تعتبر موقع استراتيجي، تم التنافس عليه من قبل الحكومة وقوات المتمردين في 1982 و 1990 ويناير 2008.
أم هاجر هو أيضًا اسم المحافظة الفرعية التي تقع فيها المدينة. يبلغ عدد سكان محافظة أم هاجر الفرعية حوالي 14500 نسمة.
يخدم المدينة مطار أم هاجر .